# Lac Kacicipickacik
Lac Kacicipickacik är en sjö i Kanada.   Den ligger i regionen Mauricie och provinsen Québec, i den östra delen av landet, 400 km norr om huvudstaden Ottawa. Lac Kacicipickacik ligger 420 meter över havet. Arean är 0,53 kvadratkilometer. Den sträcker sig 1,7 kilometer i nord-sydlig riktning, och 1,1 kilometer i öst-västlig riktning.
I omgivningarna runt Lac Kacicipickacik växer i huvudsak blandskog. Trakten runt Lac Kacicipickacik är nära nog obefolkad, med mindre än två invånare per kvadratkilometer.